# Yoshihiko Hara
Yoshihiko Hara (jap. 原喜彦 Hara Yoshihiko; ur. 11 lutego 1964 w Niigacie) – japoński zapaśnik w stylu wolnym. Dwukrotny olimpijczyk. Odpadł w eliminacjach w Seulu 1988 i jedenasty w Barcelonie 1992 w kategorii 74 kg.
Siódmy na mistrzostwach świata w 1990 i dziewiąty w 1989. Czwarty na igrzyskach azjatyckich w 1990. Złoto w 1987 i srebro 1992 w mistrzostwach Azji.